# رباط علیا (باغ‌ملک)
رباط علیا یک روستا در ایران است که در بخش مرکزی شهرستان باغ‌ملک در استان خوزستان واقع شده‌است.

## جمعیت
این روستا در دهستان منگشت قرار دارد و براساس سرشماری مرکز آمار ایران در سال ۱۳۸۵، جمعیت آن ۹۳۰ نفر (۱۹۷ خانوار) بوده‌است.